# Gaio Giulio Soaemo
Gaio Giulio Soaemo (latino: Gaius Iulius Sohaemus; fl. 53-73) è stato re di Emesa e di Sofene.
Apparteneva alla famiglia reale di Emesa, composta dai re e sacerdoti del dio El-Gabal della città siriana, da cui vennero alcuni esponenti della dinastia severiana dell'Impero romano.

## Biografia
Era figlio di Sampsiceramo II (14 a.C.-41 d.C.) e fratello di Gaio Giulio Azizo, Iotapa e Giulia Mamea, Soaemo fu re di Emesa dal 53 e re di Sofene per qualche anno. Ricevette i titoli di rex magnus (in quanto sovrano di più di un regno), philocaesar e philorhomaeus; ricevette gli ornamenta consularia e fu duumvir quinquennalis e patrono della colonia di Eliopoli.
Nel 56 sposò Drusilla di Mauretania, pronipote della regina Cleopatra e di Marco Antonio, da cui ebbe un figlio, Gaio Giulio Alessio. 
Fu alleato dei romani durante la prima guerra giudaica: nel 66, allo scoppio della rivolta, rifornì le truppe romane, divenendo uno dei primi sostenitori di Vespasiano (69-79) nel 69 e contribuendo con truppe all'assedio di Gerusalemme (70) e contro la Commagene (73).
Alla sua morte il suo regno fu inglobato dalla provincia romana della Siria, anche se ai suoi discendenti rimase il titolo di sacerdote di El-Gabal. In questo ruolo gli successe suo figlio, col nome di Alessio II. 